# إن جي أو مونيتور
إن جي أو مونيتور (رصد المنظمات غير الحكومية) هي منظمة غير حكومية مقرها القدس، تحلل ما تقدمه المنظمات غير الحكومية الدولية من منظور مؤيد لإسرائيل. توصف إن جي أو مونيتور على أنها منظمة يمينية موالية لإسرائيل. تقول إن جي أو مونيتور في بيان إن مهمتها تأسست «لتعزيز المساءلة، وتشجيع النقاش الفعال حول تقارير وأنشطة المنظمات غير الحكومية الإنسانية في إطار الصراع العربي - الإسرائيلي».
تأسست المنظمة عام 2001 من قبل جيرالد م. شتاينبرغ تحت رعاية مركز القدس للشؤون العامة، وأصبحت منظمة مستقلة قانونيًا وماليًا عام 2007.
تعرضت المنظمة لانتقادات من شخصيات أكاديمية ودبلوماسية وصحفية قالت إنها لا تراقب المنظمات غير الحكومية اليمينية، بينما أثنى صحفيون آخرون على عملها للتحقيق فيما يسمى منظمات حقوق الإنسان والكشف عما يسمونه مناهضة الجماعات الإسرائيلية.

## أهدافها
تقول إن جي أو مونيتور إن مهمتها هي «إنهاء الممارسة التي تستخدمها بعض «المنظمات الإنسانية غير الحكومية» المتمثلة في استغلال ما يسمى قيم حقوق الإنسان العالمية للترويج لجداول الأعمال ذات الدوافع السياسية والأيديولوجية». كتب عدد من الأكاديميين أن أهداف وأنشطة المنظمة المذكورة ذات طبيعة سياسية.
يقال إن زعيم المنظمة جيرالد م. شتاينبرغ عمل في وزارة الخارجية الإسرائيلية ومكتب رئيس الوزراء بينما كان يترأس إن جي أو مونيتور.

## تنظيمها والعاملون فيها
تعتبر إن جي أو مونيتور مشروعًا مركزيًا لمنظمة إن جي أو ريسبونسيبيليتي، وهي منظمة مستقلة غير ربحية مسجلة في إسرائيل. رئيسها هو جيرالد شتاينبرغ، أستاذ العلوم السياسية في جامعة بار إيلان.
يتكون طاقم العمل فيها من:
- جيرالد شتاينبرغ،  الرئيس
- نفتالي بالانسون، مدير التحرير
- آن هيرزبرج، المستشار القانوني
- دوف ياردن، الرئيس التنفيذي
- أرني دريمان، التواصل عبر الإنترنت[9][10]

## تمويلها
يقول منتقدوها إن منظمة إن جي أو مونيتور غير شفافة فيما يتعلق بتمويلها الخاص، وهو ادعاء نفته المنظمة غير الحكومية. تعد مؤسسة عائلة ويشلر أو ويشلر فاميلي فاونديشن أحد المانحين الرئيسيين لمنظمة إن جي أو مونيتور. من المؤيدين الآخرين المسجلين للمنظمة: نينا روزنفالد (نيويورك) ونيوت بيكر (لوس أنجلوس). منذ انفصالها عن مركز القدس للشؤون العامة وتشكيلها كمنظمة مستقلة عام 2007، استفادت منظمة إن جي أو مونيتور من مجموعة واسعة من مصادر التمويل. تقول إن جي أو مونيتور إنها لا تتلقى أي دعم حكومي، بل تمولها حاليًا جهات مانحة ومؤسسات خاصة، هذا على الرغم من أنها تلقت بعض الأموال في عامي 2010 و 2011 من الوكالة اليهودية لإسرائيل، وهي وكالة شبه حكومية.
بحسب مقال نشر في فبراير من العام 2012 كتبه أوري بلاو في صحيفة هآرتس، كشف تدقيقه في مالية إن جي أو مونيتور أن «المنظمة سعت إلى منع نشر اسم أحد المساهمين وأنها تحصل على مئات الآلاف من الشيكلات من مصادر مجهولة». وصلت التبرعات المذكورة من خلال الوكالة اليهودية لإسرائيل وماتان، وكان مصدرها جهات مانحة لم يكشف عنها من خارج إسرائيل. في نفس المقال، نُقل عن جاسون إدلشتاين، مدير التواصل في إن جي أو مونيتور، قوله: «يُكشف عن جميع معلوماتنا المالية بشكل كامل مع تسجيل المنظمات غير الربحية كما هو مطلوب بموجب القانون».
اكتشف تقرير صادر عن حركة السلام الآن عام 2015 أن منظمة إن جي أو مونيتور فشلت بتقديم تصريح مطلوب قانونًا عن مصادر تمويلها، وأن الكثير ممن يمولون المجموعة مخفيون عن الجمهور.

## نشاطاتها

### إصداراتها
تحتفظ إن جي أو مونيتور بدليل على شبكة الإنترنت للمنظمات غير الحكومية في جميع أنحاء العالم، ويتضمن هذا الدليل وصفًا لكل منظمة، واقتباسًا من المنظمة نفسها، ومصادر تمويلها واقتباسات مختارة حول المنظمة من المنشورات والمسؤولين، كما شارك موظفو إن جي أو مونيتور بتأليف كتابين يتعلقان بالمنظمات غير الحكومية.
نشرت إن جي أو مونيتور عام 2009 دراسةً بعنوان «الخبراء أو الأيديولوجيات: التحليل المنهجي لـ هيومن رايتس ووتش» والتي تتضمن تحليلًا لموظفي هيومن رايتس ووتش الرئيسيين، وخمس دراسات حالة لحملات هيومن رايتس ووتش، وتحليل كمي يقارن منشورات هيومن رايتس ووتش في الشرق الأوسط، وتغطي هذه الدراسة الفترة من العام 2002 إلى 2009، كما أصدرت وثيقة تقارن استجابة منظمة العفو الدولية لعشرين عاماً من العنف العرقي والديني والعنصري خلال الحرب الأهلية السودانية الثانية بمعاملتها لإسرائيل.

### الحرب القانونية
يصف رشيد الخالدي إن جي أو مونيتور بأنها منظمة تعارض استخدام الوسائل القانونية ضد إسرائيل بينما تؤيد في نفس الوقت استخدام الوسائل القانونية ضد أولئك الذين ينتقدون إسرائيل. كتبت سابين لانج أن إن جي أو مونيتور تركز على استخدام الوسائل القانونية للحد من تمويل المنظمات غير الحكومية.
في يناير من العام 2010، رفع جيرالد شتاينبرغ دعوى أمام محكمة العدل الأوروبية بحجة أنه كان من الخطأ أن تحجب المفوضية الأوروبية بعض محتويات أكثر من 200 وثيقة مالية طلبتها إن جي أو مونيتور، وهي متعلقة بتمويل المنظمات غير الحكومية الإسرائيلية والفلسطينية. في نوفمبر من العام 2012، قالت المحكمة إن «إن جي أو مونيتور» لن تستطيع الحصول على الوثائق المالية المتعلقة بـ 16 مشروعًا من منظمات حقوق الإنسان في إسرائيل، واصفة طلبها بأنه «غير مقبول ويفتقر إلى أي أساس قانوني». كان تعليق الاتحاد الأوروبي «أن الشرق الأوسط منطقة غير مستقرة، وبالتالي قد تشكل هذه المعلومات خطرًا على جماعات حقوق الإنسان». قال شتاينبرغ إنه «لأكثر من 10 سنوات يحتفظ الاتحاد الأوروبي بالمعلومات المتعلقة بتمويل المنظمات غير الحكومية في سرية تامة. استنتاجي هو أن لديهم ما يخفونه. بالإضافة إلى انتهاك المبادئ الأساسية للشفافية الحكومية، فإن التمويل السري يحاول التلاعب بالعملية الديمقراطية في إسرائيل». علّق مايكل سفارد، وهو محام متخصص في القانون الدولي لحقوق الإنسان، على القضية قائلًا إن شتاينبرغ «يخترع الشياطين ثم يطاردها.... جميع البيانات حول تبرعات الدول الأجنبية لمنظمات حقوق الإنسان الإسرائيلية تُنشر على مواقع المنظمات الإلكترونية كما هو مطلوب بموجب القانون».
عام 2013، أصدرت إن جي أو مونيتور تقريراً عن نتائج القانون الإسرائيلي الصادر عام 2011، والذي يشترط على المنظمات غير الحكومية الإسرائيلية الكشف عن المساهمات المالية من الجهات المانحة والحكومات الأجنبية. قدر التقرير أن التمويل الأجنبي للمنظمات غير الحكومية الإسرائيلية بلغ 34,355,579 شيكل عام 2012. هذا ووصف رئيس إن جي أو مونيتور جيرالد شتاينبرج القانون الجديد بأنه «نموذج دولي للشفافية». كما أعرب شتاينبرج عن رأيه بأن «حجم التمويل الأجنبي الذي يتدفق إلى المنظمات غير الحكومية المشاركة بالاستقطابات في النزاع العربي الإسرائيلي مثيرٌ القلق».

### انتقاد المنظمات غير الحكومية
انتقدت المنظمة في السابق مؤسسة فورد لتمويلها المؤتمر العالمي لمكافحة العنصرية والتمييز العنصري وكراهية الأجانب وما يتصل بذلك من تعصب لعام 2001 في دربن، جنوب أفريقيا. عدّلت مؤسسة فورد سياساتها المتعلقة بتمويل المنظمات غير الحكومية. كما استنكرت هذه الاتهامات وقالت إن مشاركتها في الأراضي الفلسطينية تعكس إيمانها بأن الحل العادل للصراع أمر حيوي ومهم للمنطقة وللشعوب المتضررة مباشرة، وأنها تمول مجموعات مثل صندوق إسرائيل الاستثماري الجديد. لم تنته انتقادات إن جي أو مونيتور هنا بل طالت كل المنظمات غير الحكومية التي ترى أنها تتعارض مع أهدافها.

### تحرير مقالات ويكيبيديا
حُظر مُحرر التواصل عبر الإنترنت التابع لـ «إن جي أو مونيتور»، أرني دريمان، من تحرير مقالات حول الصراع العربي الإسرائيلي إلى أجل غير مسمى لتحريره المتحيز وإخفاء مكان عمله واستخدام حساب ثانٍ بطريقة تحظرها سياسة ويكيبيديا.